# 12320 Loschmidt
12320 Loschmidt (1992 PH1) là một tiểu hành tinh vành đai chính được phát hiện ngày 8 tháng 8 năm 1992 bởi E. W. Elst ở Caussols.